# About You
Die About You Holding SE (Eigenschreibweise ABOUT YOU) ist eine deutsche E-Commerce-Gruppe mit Sitz in Hamburg. About You wurde 2014 als Tochtergesellschaft von Otto gegründet und seit 2018 als Beteiligungsgesellschaft im Konzernportfolio geführt. Seit 2021 ist das Unternehmen an der Frankfurter Börse gelistet. Im Juli 2025 erwarb Zalando die Mehrheit der Anteile an About You.
Das Unternehmen betreibt die deutschen Onlineshops aboutyou.de und edited.de sowie die About-You-Shopping-App. Insgesamt ist es mit eigenen Websites und Apps in 26 europäischen Ländern aktiv.
In der von Statista veröffentlichten Rangliste der umsatzstärksten Onlinehändler im Segment Mode in Deutschland nahm About You 2024 den vierten Platz ein.

## Geschichte
About You ist seit dem 5. Mai 2014 in Deutschland aktiv. Ebenfalls im Mai des Jahres wurde die Marke About You eingetragen. Der Onlineshop aboutyou.de entstand im Rahmen des E-Commerce-Projekts Collins, das im Juni 2013 von der Otto Group, Benjamin Otto und der heutigen Geschäftsführung ins Leben gerufen wurde. Dafür investierte der Konzern einen dreistelligen Millionenbetrag. Die Geschäftsführung der Collins GmbH & Co. KG, die als Holding für das neue Projekt agierte, sowie ihrer Tochter About You GmbH übernahmen Benjamin Otto, Tarek Müller, Sebastian Betz sowie Hannes Wiese. Im Zuge der Gründung von Project Collins übernahm die Otto Group die von Müller und Betz gegründeten Digitalagenturen NetImpact Framework und Creative-Task mit etwa 100 Mitarbeitern. Die Gründer Tarek Müller, Sebastian Betz und Hannes Wiese sind seit der Transaktion ebenfalls an der About You GmbH beteiligt. Zum 1. Juni 2015 verließ Benjamin Otto seinen Posten als Geschäftsführer, um bei der Otto Group die Rolle eines gestaltenden Gesellschafters zu übernehmen.
Im August 2015 gingen die About-You-Webshops in Österreich und der Schweiz online, Anfang Oktober 2017 in den Niederlanden und Belgien, Anfang August 2018 in Polen und am 9. Oktober 2018 in Tschechien.
Im September 2016 beteiligten sich SevenVentures (Investmentbeteiligung der ProSiebenSat.1 Media) und German Media Pool (Niko Wäsche und Aljoscha Kaplan) mit einer Minderheitsbeteiligung am Unternehmen. Drei Jahre nach der Gründung wurde das Hamburger Unternehmen von den Investoren mit 320 Millionen Euro bewertet.
Seit November 2017 bietet About You seine E-Commerce-Infrastruktur (Software für den Betrieb von Webshops) als Lizenzprodukt für andere Online-Händler und Marken an, zunächst unter dem Namen About You Cloud, seit Ende 2021 unter „Scayle – Your Commerce Engine“. Am 18. August 2023 wurde der Geschäftsbereich in die Scayle GmbH ausgegliedert, eine 100 %ige Tochtergesellschaft der About You Verwaltungs SE. Über Scayle werden derzeit rund 275 Onlineshops führender Händler und Marken betrieben.
Im Juli 2018 beteiligte sich die dänische Heartland A/S mit Sitz in Aarhus, eine Beteiligungsholding eines der größten europäischen Bekleidungsunternehmen, der Bestseller A/S, im Zuge einer Kapitalerhöhung mit 29 Prozent an dem Unternehmen. In diesem Rahmen wurde About You mit über einer Milliarde US-Dollar bewertet und sei damit Hamburgs erstes „Einhorn“-Unternehmen. Weitere Anteilseigner am Unternehmen sind die Otto Group als größter Anteilseigner, Heartland A/S (mit einem „zweistelligen Anteilsbetrag“), SevenVentures, German Media Pool, die drei Geschäftsführer Tarek Müller, Sebastian Betz und Hannes Wiese sowie Benjamin Otto und Janina Özen-Otto mit ihrer Gesellschaft für Handelsbeteiligungen mbH.
Seit 2018 wird About You als Beteiligungsgesellschaft im Konzernportfolio geführt.
Seit Anfang April 2019 ist About You in der Slowakei, Ungarn und Rumänien vertreten. 2020 gingen About-You-Shops in Slowenien, Lettland, Estland, Litauen, Kroatien, Bulgarien, Dänemark, Finnland und Schweden online, im Jahr 2021 in Spanien, Italien, Griechenland und Portugal. Im Jahr 2022 startete About You in Zypern, 2023 in Luxemburg.
Am 16. Juni 2021 ging About You an die Börse Frankfurt. Im Rahmen einer Privatplatzierung wurden institutionellen Investoren rund 36,6 Millionen stimmberechtigte Aktien zum Zeichnungspreis von 23 Euro je Aktie angeboten, die überwiegend aus einer Kapitalerhöhung und in geringerem Umfang von Alteigentümern stammten. Durch den Börsengang gingen rund 21% der Unternehmensanteile in Streubesitz über. Der Zeichnungspreis entspricht einem Börsenwert des Unternehmens von rund 3,9 Milliarden Euro. Insgesamt wurden rund 842 Mio. Euro erlöst. Vom 20. September 2021 bis 5. Dezember 2022 sowie vom 13.Januar 2025 bis 24. März 2025 war die Aktie im SDAX gelistet.
Am 11. Dezember 2024 gab Zalando bekannt, About You zu 100% übernehmen zu wollen. Dazu hat Zalando mit den Hauptaktionären von About You verbindliche Vereinbarungen zum Kauf ihrer Aktien, die rund 73 Prozent des Grundkapitals repräsentieren, abgeschlossen. Der Kaufpreis soll bei mehr als einer Milliarde Euro liegen. Am 20. Januar 2025 machte Zalando sein öffentliches Übernahmeangebot; es ist mit keiner Mindestannahmeschwelle verbunden. Die Transaktion wurde am 11. Juli 2025 abgeschlossen. Im Zuge der Übernahme erhöhte Zalando seinen Anteil auf 91,45 % der About You-Aktien.

## Geschäftstätigkeit
Zur Zielgruppe von About You gehören Frauen und Männer zwischen 18 und 49 Jahren. Das Sortiment des Onlineshops umfasst rund 750.000 Artikel von rund 4.000 Marken (Stand Februar 2025), darunter auch exklusiv angebotene Kollektionen. Die Modemarke Edited wird im gleichnamigen Webshop in über 100 Partnergeschäften in Deutschland, den Niederlanden, Belgien, der Schweiz, Österreich, Dänemark und Tschechien angeboten.
Wichtigster Verkaufskanal ist die Smartphone-App, über die 75% des Umsatzes generiert werden.

### Marketing
Wesentliches Merkmal des Marketings von About You ist die enge Zusammenarbeit mit Influencern, die teilweise auch eigene Kollektionen präsentieren. In Deutschland gilt About You als einer der Vorreiter im Influencer-Marketing; das Unternehmen arbeitet mit einigen bekannten Models, TV-Entertainern, Schauspielern und Musikern zusammen, darunter Stefanie Giesinger, Lena Gercke, Bonnie Strange,  Guido Maria Kretschmer und Daniel Fuchs. Insgesamt standen im Jahr 2023 mehr als 25.000 Influencer bei About You in der Datenbank mit über 1.000 Kollaborationen pro Monat.
Zu den vom Unternehmen verfolgten Marketing-Strategien zählt weiterhin die Personalisierung. Der Webshop von About You generiert für jeden Kunden einen personalisierten Newsfeed und personalisierte Produktsortierungen basierend auf vergangenen Käufen, Likes von Marken, Menschen und Produktgruppen sowie Kaufwahrscheinlichkeiten von Personen mit ähnlichen Profilen.
Das Marketing des Unternehmens gilt als Best-Practice-Beispiel, wurde bereits mehrfach prämiert und war Gegenstand einer Reihe von Analysen.

### Marketing-Events
Seit 2017 veranstaltet das Unternehmen die About You Awards. Die jährlich stattfindende Preisverleihung an Social-Media-Persönlichkeiten wird seit 2018 vom Fernsehsender ProSieben übertragen.
Im Februar 2019 gab About You die Kooperation mit dem Veranstalter des Pangea Festivals (ab 2019 „About You Pangea Festival“) bekannt, einem Musik-, Sport- und Kulturevent in Pütnitz an der Ostsee.
Ebenfalls seit 2019 richtet About You die About You Fashion Week aus, bei der nationale und internationale Marken sowie Influencer ihre Kollektionen präsentieren. Die Veranstaltungen sind durch wechselnde und aufwändig gestaltete Konzepte geprägt, in denen About You Mode mit Entertainment-Elementen verbindet.

## Auszeichnungen
About You wurde mehrfach mit dem von der Fachzeitschrift Internet World Business verliehenen Shop Award für die besten Onlineshops ausgezeichnet: 2015 („Bester Online-Pureplayer“ und „Best of Show“), 2016 („Bester Mobile Shop“ und Platz 3 in der Kategorie „Bester Online-Pureplayer“ für edited.de), 2017 und 2018 (jeweils „Bester Online-Pureplayer“).